# Calliphora phacoptera
Calliphora phacoptera är en tvåvingeart som först beskrevs av Wulp 1882.  Calliphora phacoptera ingår i släktet Calliphora och familjen spyflugor. Inga underarter finns listade i Catalogue of Life.